# Леуварден (авіабаза)
Авіаційна база Леуварден (нід. Vliegbasis Leeuwarden) — складова частина ВПС Нідерландів.
Розташована у місті Леуварден провінції Фрисландія на півночі країни. Тут базуються 322-га і 323-та винищувальні ескадрильї, озброєні літаками F-35 і 306-та розвідувальна ескадрилья на MQ-9 Reaper. Командувач — командор Йохан ван Девентер.

## Історія
Сучасний аеродром Леуварден від початку був цивільним аеропортом, а до передачі ВПС у 1949-му належав KLM.
До 1956 тут базувалися Gloster Meteor, відтак — машини Hawker Hunter, а після них — літаки F-104 Starfighter (з 1964 по 1979): Леуварден першим з-поміж нідерландських авіабаз отримав винищувачі F-16 у 1979-му і першим перейшов на  версію MLU.

## Сучасність
У лютому-березні 2023-го вісім місцевих F-35 дислокувалися в Польщі на базі поблизу Мальборка в межах місії захисту повітряного простору країн Балтії, після чого на час планового ремонту ЗПС усі літаки з квітня по серпень перебазували до Волкела.
Авіабаза є місцем проведення щорічних (окрім 2024 року) міжнаціональних навчань «Фризький прапор». Навесні 2025 року Леуварден став  одним із місць проведення навчань «Рамштайнський прапор» (англ. Ramstein Flag 2025).